# Дробовой шум

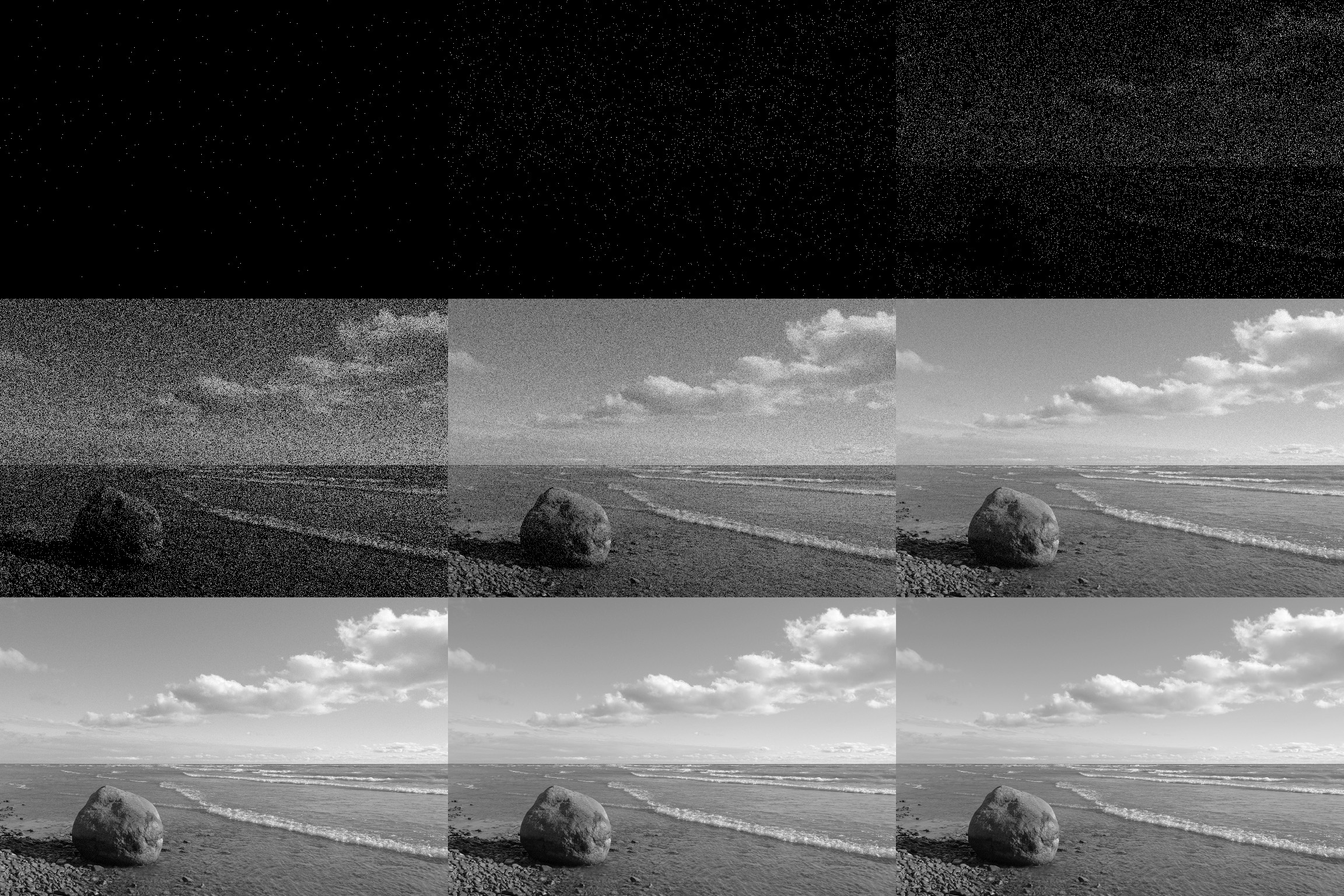
Моделирование фотонного шума. Количество фотонов на пиксель увеличивается слева направо и от верхнего ряда к нижнему.

Дробово́й шум или пуассоновский шум — беспорядочные флуктуации числа частиц относительно их среднего значения, связанные с их дискретностью. Для электрически заряженных частиц — электронов, ионов проявляется как флуктуации токов в электрических цепях и электрических приборах. Перемещение каждого носителя заряда в цепи через воображаемую поверхность секущую провод сопровождается всплеском тока в цепи, обусловленного дискретностью носителей электрического заряда. Для незаряженных частиц, например фотонов, возникает при регистрации числа фотонов детектором.
Дробовой шум был предсказан Вальтером Шоттки в 1918 году.
В отличие от теплового шума, вызванного тепловым движением электронов, дробовой шум не зависит от температуры.
Дробовой шум проявляется, например, в виде характерного акустического шума в динамике радиоприёмника, в виде «снега» на экране телевизора, помех, так называемой «травки» на радиолокационном индикаторе и т. п.
Дробовой шум — основная составляющая внутренних шумов большинства радиоэлектронных устройств, которые приводят к аддитивному искажению слабых полезных сигналов и ограничивают отношение сигнал/шум чувствительных электронных усилителей.
Термин «дробовой шум» (а также дробовой эффект) возник в связи с тем, что благодаря ему в громкоговорителе, подключённом к выходу усилителя или радиоприёмника, появляется акустический шум, воспринимаемый ухом как напоминающий шум сыплющихся дробинок.
В электронно-вакуумных приборах (ЭВП) флуктуации тока возникают на поверхности эмиттирующего электроны катода вследствие статистического характера эмиссии электронов и дискретности заряда.
Спектральная плотность тока катода {\displaystyle S_{\omega }(I)} дробового шума при работе ЭВП в режиме насыщения определяется соотношением {\displaystyle S_{\omega }(I)=eI_{0}} (формула Шоттки), где {\displaystyle e} — заряд электрона, {\displaystyle I_{0}} — средний ток. Спектр флуктуаций анодного тока, обусловленных дробовым шумом тока катода, имеет неизменную спектральную плотность мощности до весьма высоких значений частот (до частот, на которых становится существенно время пролёта электрона от катода к аноду).
В силу теплового разброса скоростей электронов дробовой шум всегда сопровождается флуктуациями не только тока, но и других характеристик электронного потока, например, плотности объёмного заряда.
Дробовой шум, природа возникновения которого родственна дробовому шуму в ЭВП, наблюдается и в полупроводниковых приборах. В последних различают дробовые шумы, вызванные флуктуациями дрейфа носителей заряда, и шумы, вызванные флуктуациями диффузии носителей заряда.
Среднюю величину сигнала и его спектральные характеристики на выходе линейной системы, на вход которой присутствует дробовой шум, можно вычислить пользуясь теоремой Кэмпбелла.

## Спектральная плотность
Пусть через некоторое электронное устройство идет ток, образованный потоком независимых носителей заряда, со средней частотой {\displaystyle {\bar {n}}}. Пролёт каждого носителя заряда вызывает импульс тока {\displaystyle \Delta i} во внешней цепи. Из теоремы Карсона следует, что спектр флуктуаций тока, образованного последовательностью независимых импульсов {\displaystyle S_{in}(\omega )=2{\bar {n}}\left|S_{i}(j\omega )\right|^{2}}, где {\displaystyle S_{i}(j\omega )=\int \limits _{-\infty }^{\infty }\Delta i(t)e^{-j\omega t}dt}, является спектром элементарного импульса. Вводя нормированный спектр {\displaystyle S_{i}^{0}(j\omega )={\frac {S_{i}(j\omega )}{S_{i}(0)}}} и учитывая, что {\displaystyle S_{i}(0)=q} и {\displaystyle q{\bar {n}}=I_{0}}, получаем {\displaystyle S_{in}(\omega )=2qI_{0}\left|S_{i}^{0}(j\omega )\right|^{2}}.

### Пример
Рассмотрим p-n переход шириной {\displaystyle d=1} мкм через который пролетают носители заряда со скоростью {\displaystyle v=10^{7}} см/c. Предположим, что каждый носитель заряда движется с постоянной скоростью и при пролёте p-n перехода прямоугольный импульс тока длительностью {\displaystyle \tau ={\frac {d}{v}}=10^{-11}} с.
При этом модуль спектральной плотности будет
{\displaystyle \left|S_{i}^{0}(j\omega )\right|={\frac {\sin ^{2}{\left({\frac {1}{2}}\omega \tau \right)}}{\left({\frac {1}{2}}\omega \tau \right)^{2}}}}.
Спад такой спектральной плотности такого вида на 10 % по сравнению с её значением при частоте {\displaystyle f=0} будет на частоте {\displaystyle f_{max}={\frac {1}{2\pi \tau }}}. В данном примере — на частоте {\displaystyle f_{max}=16\cdot 10^{10}} Гц.